# モンジャ

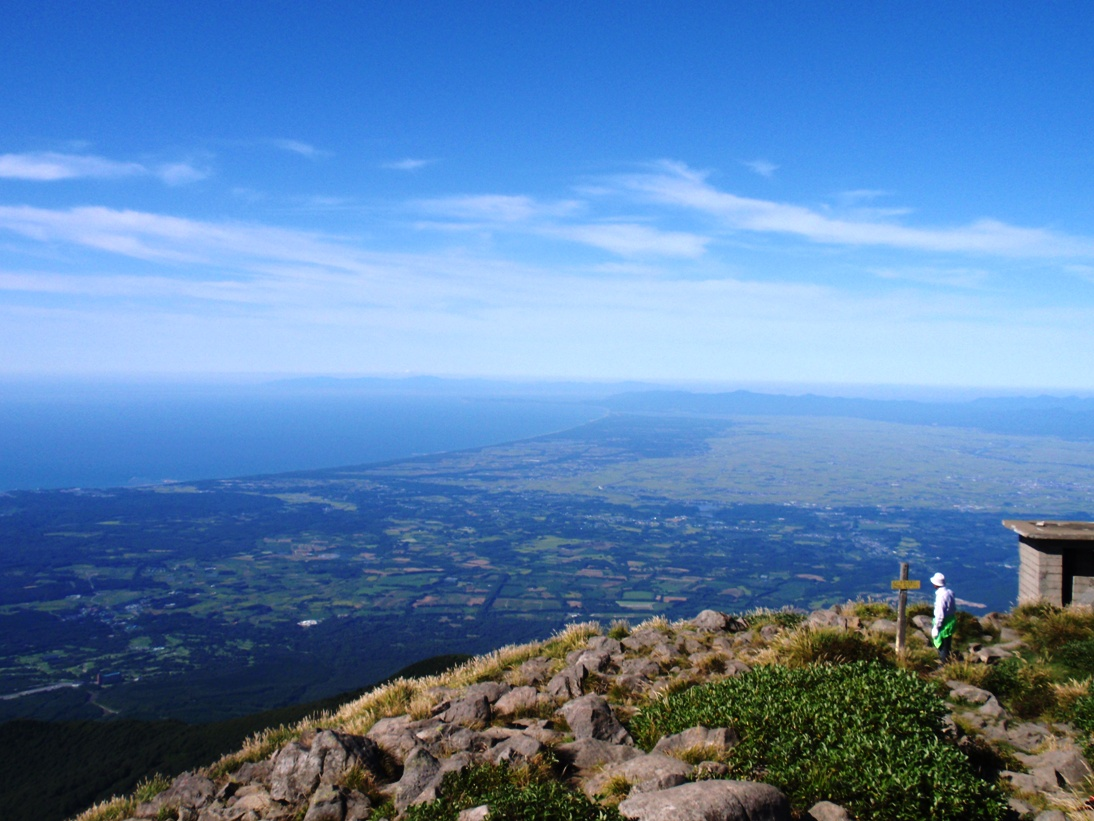
津軽半島西海岸

モンジャは、青森県の津軽地方の海岸に伝わる怪異で、海で死んだ人間の魂が家に帰って来ることをいう。こうした伝承については、津軽の民俗学者・森山泰太郎の著書『津軽の民俗』などに記述がある。名称は「亡者」を意味する。

## 概要
東津軽郡石崎ではこの亡霊の帰還を「モジャビ（亡者火の意）」ともいう。これが家へ帰って来る際には、庭で足をたたくような音がして「寒いから火を焚け」などと声がするという。
西津軽郡舘岡村（現・つがる市）では「モレビ（亡霊火の意）」と呼ぶ。夜中に大戸を叩くものであるという。あるとき、漁師が海に流されて死に、その夜中に家の大戸を叩く音がした。家人が外に出ても誰もおらず、モレビの仕業といわれた。
同郡鰺ヶ沢町では「モジャ」ともいい、これが家へ帰って来ると、台所の板の間でバタバタと着物の砂を払う音がして、流しでザーッと手を洗う音がするという。また同町では、「モジャ」は人間に憑くともいう。ある者が夜、全身に水を浴びたように寒くなり、体の震えが止まらないので、ゴミソ（男性の祈祷師）に相談したところ「4人組の海のモンジャが、誰も供養してくれないので、なんとかしてもらいたくて憑いている」とのことだった。
北津軽郡小泊村（現・中泊町）では、浜辺で火を焚くとモンジャが火にあたりに来るといわれた。あるとき、沖合いで漁船が沈没し、漁師の遺族たちが浜辺で火を焚くと、伝承の通りにモンジャが現れたという。
「モジャビ」「モレビ」などは火を意味する名前が付いているものの、『津軽の民俗』にはこれらが火をともなって現れたという記述はない。しかし後述のように、他の地方には同じく「亡霊火」といって、遭難者の霊が海上で火をともなって現れる伝承があるため、『津軽の民俗』は家に帰って来る事例のみが記載されているのであって、津軽のモンジャも海では火となって現れるという可能性も示唆されている。

## 風習
モンジャの伝わる地方では、海、山、川で誰かが死んだときなど、人間が不慮の死を遂げた際には、その魂がその場に残るといわれており、遺体をその場から運び去った後に、改めて魂を迎えに行くという風習があった。
遺体が失われた場合でも、死者は手向けを期待して家の近くをさまようといわれたため、必ず遺体のかわりに身代わりのものを葬り、懇切な供養が行われていた。たとえば鰺ヶ沢町では、海で死んだ者の遺体が発見されなかったときは「シルシをヤスメル」といって、煙草入れ、枕、丹前などのように、普段から身に着けていたものを墓に納めて葬った。
西津軽郡田ノ沢でも同様の事故が起きた際や、山中で人が遭難して死んだときなど、家を離れて死んだ者がいるときには、供養のために海岸の丘に後生車を立てており、それを通行人がまわすと、死者は早くに浮かばれるといわれた。また海難者の出たある家では「16日のアカツキボカイ」といい、盆の16日の朝、死者の数だけ人形を作り、小さな舟に乗せて流す風習があった。

## 類話

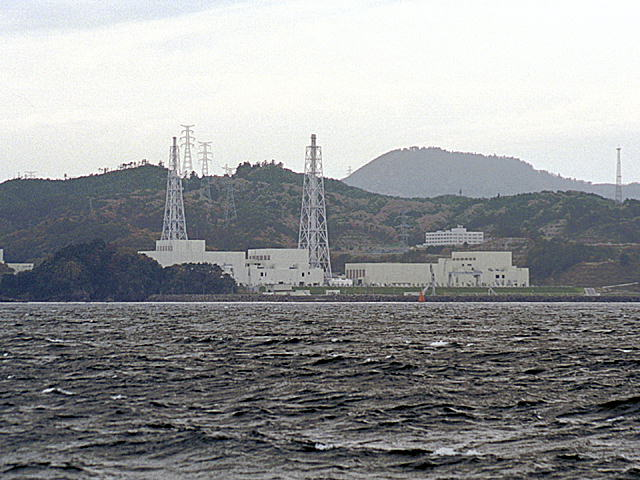
宮城県牡鹿郡女川町の海

青森県五所川原市では、水死や首吊りのあった場所には、雨の夜に「もる火」または「もり火」という怪火が現れるといわれ、地元ではもっとも恐ろしい化け物といわれている。これに対して悪口を言うと、その人について回る。打てば細かく砕けるが、やはり人について回る。念仏を唱えると去るといい、灯火のある部屋には入ってこないともいう。
宮城県牡鹿郡女川町や鹿児島県でいう「亡霊火（もうれいび）」は船幽霊に類するもので、遭難者の霊が帆船などの姿となり、夜の海を行く漁船の前に急に現れ、漁船がそれを避けようとしてもまた前に現れ、やむを得ず船を止めると、それは船の形を失って燐光となり、遠くへ走り去るという。